# 双峰街道
双峰街道是中华人民共和国贵州省黔西南布依族苗族自治州贞丰县下辖的一个街道办事处。

## 行政区划
双峰街道下辖以下村级行政区划单位：
鸾山社区、茶林社区、和鸣社区、萝卜寨村、新寨村、冬妹村、坡烂云村。